# Hrabstwo Allamakee

Piramida wieku hrabstwa

Hrabstwo Allamakee – hrabstwo położone w USA w stanie Iowa z siedzibą w mieście Waukon. Założone w 1847 roku.

## Miasta
- Harpers Ferry
- Lansing
- New Albin
- Postville
- Waterville
- Waukon

## Gminy
| - Center - Fairview - Franklin - French Creek - Hanover | - Iowa - Jefferson - Lafayette - Lansing - Linton | - Ludlow - Makee - Paint Creek - Post - Taylor | - Union City - Union Prairie - Waterloo |

## Drogi główne
| - U.S. Highway 18 - U.S. Highway 52 - Iowa Highway 9 - Iowa Highway 26 | - Iowa Highway 51 - Iowa Highway 76 |

## Sąsiednie hrabstwa
- Hrabstwo Houston
- Hrabstwo Vernon
- Hrabstwo Crawford
- Hrabstwo Clayton
- Hrabstwo Winneshiek
- Hrabstwo Fayette